# فتى (رواية)
فتى هي رواية جيمس هانلي الثانية التي نُشرت لأول مرة في سنة 1931 من قبل بوريسوود، هي قصة قاتمة عن الحياة القصيرة والموت المبكر لمهرّب في سن الثالثة عشر من ليفربول، بعد ان نُشرت عدة طبعات في سنة 1931 و 1932 كطبعة رخيصة ونشرت سنة 1934 وتمت محاكمته على التشهير الفاحش وغُرم الناشر بشدة.

## تاريخها
فتى هي رواية جيمس هانلي الثانية وروايته " الأولى عن البحر"، نُشرت لأول مرة من قبل بوريسوود كنسخة محدودة من 145 نسخة و"نسخة عامة تم استئصالها إلى حدٍ ما لضرورة مؤسفة"، في سبتمبر 1931 (كانت تشير علامة النجمة إلى "كلمات وعبارات وجُمل تم حذفها). ويوجد العديد من النسخ اللاحقة في بريطانيا و أمريكا. كانت نية هانلي أن يضم فتى في مجموعة القصص والروايات، رجال في الظلام: خمسة قصص التي نُشرت في سبتمبر 1931 في ذات الوقت مع فتى. لاحقا تمت إعادة طباعتها مجددا سنة 1934 في نسخة رخيصة (ثانية) مع راقصة شرقية مرتدية "ملابساً خليعة" في الغلاف وتمت محاكمة رواية فتى بتهمة الفحش، تبعت قضية المحكمة شكوى إلى الشرطة من شخص استعار الرواية من المكتبة الوطنية في بوري بالقرب من مانشستر: "أشار الادعاء أن غلاف الكتاب و مقتطفات من المراجعات في الداخل كانت ذات إيحاءات، والغرض منها هو تلويث عقول الشباب". نصح بوريسوود بأن بسبب إشارة الكتاب إلى "الحميمية بين أعضاء الجنس الذكوري" أيا دفاع ضد الملاحقة القضائية كان بلا جدوى". في مارس 1935 أقر بوريسوود بذنب "النطق ونشر الفاحشة" ودفع غرامة كبيرة. لاحقاً أُعيد نشر رواية فتى من قبل مطبعة مسلة في باريس في 1936 و 1938 و 1946، كان جاك كاهان ناشراً مشهوراً للكتب المحظورة باللغة الإنجليزية متضمناً رواية هنري ميلر مدار السرطان وعشيق السيدة تشاترلي، مع ذلك يبدو أن هانلي لم يوافق على إعادة النشر في باريس وأن بوريسوود فقط تلقى العائدات، علاوة على ذلك وفقاً لابن هانلي ليام فأن والده "رفض بشدة" أيا "مبادرات مفرطة من الناشرين لإعادة إصدار رواية فتى خلال حياته". مع ذلك تمت إعادة طباعة الرواية بعد وفاة هانلي في فترة 1990 من قبل أندريه دويتش ودار نشر كتب البطريق مع مقدمة من انثونيبورغيس ومؤخراً في سنة 2007 من قبل شركة نشر كلاسيكيات عالم واحد، نسخة درامية ايضاً من رواية فتى تم بثها على راديو بي بي سي 3 "مسرحية الأحد" في 16 مارس، 1996.

## القصة
رواية فتى هي عن القصة القاتمة لفيرون وهو فتى ذكي يبلغ من العمر ثلاثة عشر عاماً ويعيش في ليفربول، أجبراه والديه على ترك المدرسة لمساعدتهم في إعالتهم عن طريق العمل في أرصفة الميناء كمزيل الكلس من الغلايات، بسبب كرهه لهذا العمل و بعد أن تعرض للضرب من والده، تسلل فيرون لسفينة ليسافر عليها سراً، عندما تم اكتشاف وجوده على السفينة ضموه مع طاقم السفينة لقصر عدد الطاقم، استمرت معاناة فيرون على متن السفينة بتعرضه للاعتداء الجنسي، عندما رست السفينة في مدينة الإسكندرية في مصر خاض فيرون تجربته الجنسية الأولى مع امرأة في ماخور ثم أُصيب بعدها بمرض الزهري. في رحلة العودة تطور هذا المرض بسرعة. تُختم الرواية بالقبطان خانقاً فيرون ليخلصه من بؤسه ورمي جسده للبحر.

## ارآء
وصف الروائي هيو والبول رواية فتى في مقابلة بأنها "رواية شديدة البغض والقبح سواء في السرد أو الأحداث لدرجة تجعلني أتساءل ما إذ لم تقم الطابعات بالإضراب أثناء طباعتها"، أما تي إي لورنس (لورنس العرب) فكان له رأياً مختلفاً جداً وفي رسالة لهانلي في سنة 1931 علق كاتباً "رسمك للشخصيات رائع سواء هنا أو في رواية فتى والرحلة الأخيرة وانجراف، يمكنك رسم الشخصيات كما يحلو لك بوضوح مشهود". و وصفت صحيفة نيويورك تايمز في "إشعار وفاة هانلي" رواية فتى بأنها "رواية السيرة الذاتية جزئياً للسيد هانلي"، على أنه لم يهرب هانلي إلى البحر عندما كان في عمر الثالثة عشر لكن كان يعمل كاتباً لأربعة سنين قبل أن يوقع كبحار عادي على متن اس اس نيتونيان عندما كان في السابعة عشر من عمره، وفقاً لليام ابن هانلي فقد ضحك والده على الإشارة إلى رواية فتى بسيرة ذاتية، يشير هانلي إلى رواية فتى رغم عدم ذكر اسمها في "ذكريات قصيرة بعنوان 'سمكة غريبة' " في مجموعة مقالاته و مسوداته دون كيشوت غرق (1953)، في هذا المقال يصف هانلي "كيف يسمع بحار شاب محادثة على جسر سفينة بالصدفة، يظهر منها … الشخصية المركزية" للرواية.